# Dramatic Songs
『Dramatic Songs』（ドラマティック・ソングス）は、中山美穂のベスト・アルバム。1993年1月20日にキングレコードより発売された。規格品番はKICS-290。

## 概要
サブタイトル：MIHO NAKAYAMA ON TV THEME
帯コピー：「これ一枚でMIHOのTVテーマヒット曲のすべてが聴ける!!」
本人出演のドラマ主題歌、挿入歌のみを集めた企画アルバム。
ジャケットは本人の似顔絵。歌詞カードに一切写真は載っていない。
前年発売された「世界中の誰よりきっと」の大ヒットの影響もあり、40万枚を超すロング・ヒットとなった。

## 収録曲
1. 「C」
  - 『夏・体験物語』（TBS系）主題歌
2. WAKU WAKUさせて
  - 『な・ま・い・き盛り』（フジテレビ系）主題歌
3. 「派手!!!」
  - 『ママはアイドル』（TBS系）主題歌
4. CATCH ME
  - 『おヒマなら来てよネ!』（フジテレビ系）主題歌
5. 人魚姫 mermaid
  - 『若奥さまは腕まくり!』（TBS系）主題歌
6. 愛してるっていわない!
  - 『すてきな片想い』（フジテレビ系）主題歌
7. 遠い街のどこかで…
  - 『逢いたい時にあなたはいない…』（フジテレビ系）主題歌
8. 世界中の誰よりきっと
  - 『誰かが彼女を愛してる』（フジテレビ系）主題歌
9. BONUS TRACK 1 世界中の誰よりきっと <Part II> （アコースティック・バージョン）
  - 『誰かが彼女を愛してる』（フジテレビ系）挿入歌
10. BONUS TRACK 2 You're My Only Shinin' Star
  - 『ママはアイドル』（TBS系）挿入歌